# العلاقات الكويتية السويسرية
العلاقات الكويتية السويسرية هي العلاقات الثنائية التي تجمع بين الكويت وسويسرا.

## مقارنة بين البلدين
هذه مقارنة عامة ومرجعية للدولتين:
| وجه المقارنة                                              | الكويت        | سويسرا                                                                                      |
| --------------------------------------------------------- | ------------- | ------------------------------------------------------------------------------------------- |
| المساحة (كم2)                                             | 17.82 ألف     | 41.28 ألف                                                                                   |
| عدد السكان (نسمة)                                         | 4.14 مليون    | 8.21 مليون                                                                                  |
| الكثافة السكانية (ن./كم²)                                 | 232.32        | 198.89                                                                                      |
| العاصمة                                                   | مدينة الكويت  | برن                                                                                         |
| اللغة الرسمية                                             | اللغة العربية | اللغة الألمانية، اللغة الإيطالية، لغة فرنسية، اللغة الرومانشية، الألمانية السويسرية الموحدة |
| العملة                                                    | دينار كويتي   | فرنك سويسري                                                                                 |
| الناتج المحلي الإجمالي (بليون دولار)                      | 120.13 مليار  | 678.89 مليار                                                                                |
| الناتج المحلي الإجمالي (تعادل القوة الشرائية) بليون دولار | 290.53 مليار  | 518.07 مليار                                                                                |
| الناتج المحلي الإجمالي الاسمي للفرد دولار أمريكي          | 29.30 ألف     | 80.94 ألف                                                                                   |
| الناتج المحلي الإجمالي للفرد دولار أمريكي                 | 73.25 ألف     | 59.54 ألف                                                                                   |
| مؤشر التنمية البشرية                                      | 0.816         | 0.930                                                                                       |
| رمز المكالمات الدولي                                      | +965          | +41                                                                                         |
| رمز الإنترنت                                              | .kw           | .ch، .swiss ‏                                                                                |
| المنطقة الزمنية                                           | ت ع م+03:00   | توقيت وسط أوروبا، ت ع م+01:00، ت ع م+02:00، أوروبا/زيورخ ‏                                   |

## منظمات دولية مشتركة
يشترك البلدان في عضوية مجموعة من المنظمات الدولية، منها:
| علم المنظمة | اسم المنظمة                               | تاريخ انضمام الكويت | تاريخ انضمام سويسرا |
| ----------- | ----------------------------------------- | ------------------- | ------------------- |
|             | مؤسسة التمويل الدولية                     | 13 سبتمبر 1962      | 29 مايو 1992        |
|             | منظمة حظر الأسلحة الكيميائية              | ?                   | ?                   |
|             | يونسكو                                    | 18 نوفمبر 1960      | 28 يناير 1949       |
|             | البنك الإفريقي للتنمية                    | ?                   | ?                   |
|             | الاتحاد الدولي للاتصالات                  | 14 أغسطس 1959       | 1866                |
|             | الأمم المتحدة                             | 14 مايو 1963        | 10 سبتمبر 2002      |
|             | منظمة الشرطة الجنائية الدولية             | ?                   | ?                   |
|             | البنك الدولي للإنشاء والتعمير             | 13 سبتمبر 1962      | 29 مايو 1992        |
|             | الاتحاد البريدي العالمي                   | ?                   | ?                   |
|             | مؤسسة التنمية الدولية                     | 13 سبتمبر 1962      | 29 مايو 1992        |
|             | منظمة التجارة العالمية                    | ?                   | ?                   |
|             | المركز الدولي لتسوية المنازعات الاستشارية | 4 مارس 1979         | 14 يونيو 1968       |
|             | وكالة ضمان الاستثمار متعدد الأطراف        | 12 أبريل 1988       | 12 أبريل 1988       |

## وصلات خارجية
- موقع وزارة الخارجية الكويتية
- موقع وزارة الخارجية السويسرية